# Liga Mundial de Voleibol de 2016
A Liga Mundial de Voleibol de 2016 foi a 27ª edição do torneio anual de voleibol masculino promovido pela Federação Internacional de Voleibol (FIVB).
Pela primeira vez a Liga Mundial foi disputada por 36 seleções, quatro a mais com relação ao ano anterior. No novo formato, cada grupo continha doze equipes. A fase final do Primeiro Grupo foi realizada na cidade de Cracóvia, Polônia, entre 13 e 17 de julho.
Após chegar a sua sexta final de Liga Mundial, a Sérvia obteve seu primeiro título ao derrotar o Brasil na final por 3 sets a 0. Campeã da edição anterior, a França retornou ao pódio no terceiro lugar ao vencer a Itália também em sets diretos.

## Equipes participantes
Todas as 32 seleções da edição de 2015 se classificaram diretamente. Com a expansão do torneio para 36 equipes, as demais vagas foram ocupadas por: Eslovênia (classificada através da Liga Europeia de 2015), Taipé Chinês, Catar e Alemanha (convidadas). Com a expansão do Primeiro Grupo para doze participantes, o rebaixamento da Rússia foi cancelado e as quatro semifinalistas do Segundo Grupo de 2015 ascenderam à categoria principal. Por consequência, o rebaixamento de Portugal ao Terceiro Grupo também foi cancelado e, além do Egito, também ascenderam ao Segundo Grupo as equipes da China, da Eslováquia e da Turquia.
| África (CAVB)                                                                                  | Ásia e Oceania (AVC)                                                                           | Europa (CEV) | América do Norte, Central e Caribe (NORCECA)         | América do Sul (CSV)           |
| ---------------------------------------------------------------------------------------------- | ---------------------------------------------------------------------------------------------- | --- | ---------------------------------------------------- | ------------------------------ |
| Egito · Tunísia                                                                                | Austrália · Catar · Cazaquistão · China · Coreia do Sul · Irã · Japão · Taipé Chinês           | \| Alemanha · Bélgica · Bulgária · Eslováquia · Eslovênia · Espanha · Finlândia · França · Grécia \| Itália · Montenegro · Países Baixos · Polônia · Portugal · Chéquia · Rússia · Sérvia · Turquia \| | Canadá · Cuba · Estados Unidos · México · Porto Rico | Argentina · Brasil · Venezuela |
| Alemanha · Bélgica · Bulgária · Eslováquia · Eslovênia · Espanha · Finlândia · França · Grécia | Itália · Montenegro · Países Baixos · Polônia · Portugal · Chéquia · Rússia · Sérvia · Turquia | |                                                      |                                |

## Fórmula de disputa
As 36 equipes foram divididas em três grandes grupos com doze integrantes cada. Na fase intercontinental, as equipes do Primeiro e do Segundo Grupo disputaram nove partidas em grupos de quatro times cada. Já as integrantes do Terceiro Grupo disputaram apenas seis partidas, também em grupos de quatro. As equipes que ficaram na última colocação na classificação geral do Primeiro e do Segundo Grupo foram rebaixadas para o Segundo e o Terceiro Grupo, respectivamente, desde que atendam os critérios da FIVB.
As fases finais do Segundo e do Terceiro Grupo tiveram o mesmo formato: as três equipes melhor classificadas na fase intercontinental se juntaram às anfitriãs das finais (Portugal e Alemanha, respectivamente). A pior colocada dentre as classificadas enfrentou a anfitriã em uma semifinal e os outros dois times, a outra. As equipes derrotadas nas semifinais disputaram a medalha de bronze; já as vencedoras, o título e a promoção para a divisão superior em 2017.
Já a fase final do Primeiro Grupo foi disputada pela seleção anfitriã (Polônia) e as cinco melhores ranqueadas na fase intercontinental. Essas equipes foram divididas em dois grupos de três, dentro dos quais se enfrentaram em turno único. As duas melhores colocadas de cada grupo se enfrentaram em cruzamento olímpico. Os times derrotados nas semifinais disputaram o terceiro lugar e os vitoriosos, o título.
| Primeiro Grupo | Segundo Grupo | Terceiro Grupo |
| --- | --- | --- |
| Fase final: Cracóvia | Fase final: Matosinhos | Fase final: Frankfurt am Main |
| Argentina · Austrália · Bélgica · Brasil · Bulgária · Estados Unidos · França · Irã · Itália · Polônia · Rússia · Sérvia | Canadá · China · Coreia do Sul · Cuba · Egito · Eslováquia · Finlândia · Japão · Países Baixos · Portugal · Chéquia · Turquia | Alemanha · Catar · Cazaquistão · Eslovênia · Espanha · Grécia · México · Montenegro · Porto Rico · Taipé Chinês · Tunísia · Venezuela |

## Calendário
Primeiro Grupo
| Primeira semana: 16–19 de junho     | Grupo A1 · Sydney Austrália · Bélgica · França · Itália | Grupo B1 · Rio de Janeiro Argentina · Brasil · Estados Unidos · Irã | Grupo C1 · Kaliningrado Bulgária · Polônia · Rússia · Sérvia |
| Segunda semana: 23–26 de junho      | Grupo D1 · Łódź Argentina · França · Polônia · Rússia   | Grupo E1 · Roma Austrália · Bélgica · Estados Unidos · Itália       | Grupo F1 · Belgrado Brasil · Bulgária · Irã · Sérvia         |
| Terceira semana: 1–3 de julho       | Grupo G1 · Nancy Bélgica · Brasil · França · Polônia    | Grupo H1 · Dallas Austrália · Bulgária · Estados Unidos · Rússia    | Grupo I1 · Teerã Argentina · Irã · Itália · Sérvia           |
| Fase final: 13–17 de julho Cracóvia |                                                         |                                                                     |                                                              |

Segundo Grupo
| Primeira semana: 17–19 de junho      | Grupo A2 · Esmirna Eslováquia · Países Baixos · Portugal · Turquia | Grupo B2 · Osaka Coreia do Sul · Cuba · Finlândia · Japão | Grupo C2 · České Budějovice Canadá · China · Egito · Chéquia   |
| Segunda semana: 23–26 de junho       | Grupo D2 · Bratislava Cuba · Eslováquia · Países Baixos · Chéquia  | Grupo E2 · Cairo Egito · Finlândia · Japão · Turquia      | Grupo F2 · Saskatoon Canadá · China · Coreia do Sul · Portugal |
| Terceira semana: 1–3 de julho        | Grupo G2 · Seul Coreia do Sul · Egito · Países Baixos · Chéquia    | Grupo H2 · Xuancheng China · Eslováquia · Japão · Turquia | Grupo I2 · Tampere Canadá · Cuba · Finlândia · Portugal        |
| Fase final: 9–10 de julho Matosinhos |                                                                    |                                                           |                                                                |

Terceiro Grupo
| Primeira semana: 17–19 de junho            | Grupo A3 · Liubliana Catar · Eslovênia · Tunísia · Venezuela | Grupo B3 · Cidade do México Alemanha · Espanha · México · Montenegro | Grupo C3 · Cozani Cazaquistão · Grécia · Porto Rico · Taipé Chinês |
| Segunda semana: 24–26 de junho             | Grupo D3 · Salonica Catar · Eslovênia · Grécia · Porto Rico  | Grupo E3 · Radès México · Montenegro · Tunísia · Venezuela           | Grupo F3 · Almaty Alemanha · Cazaquistão · Espanha · Taipé Chinês  |
| Fase final: 1–3 de julho Frankfurt am Main |                                                              |                                                                      |                                                                    |

## Critérios de classificação nos grupos
1. Número de vitórias;
2. Pontos;
3. Razão de sets;
4. Razão de pontos;
5. Resultado da última partida entre os times empatados.

- Placar de 3–0 ou 3–1: 3 pontos para o vencedor, nenhum para o perdedor;
- Placar de 3–2: 2 pontos para o vencedor, 1 para o perdedor.

## Fase intercontinental

### Primeiro Grupo
Todas as partidas seguem o horário local.
|     |                |     | Jogos | Jogos | Jogos | Resultados | Resultados | Resultados | Resultados | Resultados | Resultados | Sets | Sets | Sets  | Pontos | Pontos | Pontos |
| Pos | Equipe         | Pts | T     | V     | D     | 3–0        | 3–1        | 3–2        | 2–3        | 1–3        | 0–3        | V    | P    | R     | V      | P      | R      |
| --- | -------------- | --- | ----- | ----- | ----- | ---------- | ---------- | ---------- | ---------- | ---------- | ---------- | ---- | ---- | ----- | ------ | ------ | ------ |
| 1   | Brasil         | 23  | 9     | 8     | 1     | 4          | 3          | 1          | 0          | 1          | 0          | 25   | 8    | 3.125 | 793    | 681    | 1.164  |
| 2   | Estados Unidos | 23  | 9     | 8     | 1     | 3          | 4          | 1          | 0          | 1          | 0          | 25   | 9    | 2.778 | 814    | 748    | 1.088  |
| 3   | Sérvia         | 21  | 9     | 7     | 2     | 3          | 3          | 1          | 1          | 0          | 1          | 23   | 11   | 2.091 | 810    | 738    | 1.098  |
| 4   | França         | 20  | 9     | 6     | 3     | 5          | 1          | 0          | 2          | 1          | 0          | 23   | 10   | 2.300 | 806    | 735    | 1.097  |
| 5   | Itália         | 19  | 9     | 6     | 3     | 5          | 1          | 0          | 1          | 0          | 2          | 20   | 10   | 2,000 | 715    | 654    | 1.093  |
| 6   | Rússia         | 15  | 9     | 5     | 4     | 3          | 2          | 0          | 0          | 0          | 4          | 15   | 14   | 1.071 | 698    | 662    | 1.054  |
| 7   | Irã            | 9   | 9     | 4     | 5     | 0          | 1          | 3          | 0          | 3          | 2          | 15   | 22   | 0.682 | 777    | 861    | 0.902  |
| 8   | Bélgica        | 11  | 9     | 3     | 6     | 2          | 0          | 1          | 3          | 0          | 3          | 15   | 20   | 0.750 | 760    | 779    | 0.976  |
| 9   | Argentina      | 10  | 9     | 3     | 6     | 2          | 0          | 1          | 2          | 3          | 1          | 16   | 20   | 0.800 | 824    | 835    | 0.987  |
| 10  | Polônia        | 8   | 9     | 3     | 6     | 0          | 2          | 1          | 0          | 2          | 4          | 11   | 22   | 0.500 | 755    | 815    | 0.926  |
| 11  | Bulgária       | 2   | 9     | 1     | 8     | 0          | 0          | 1          | 0          | 5          | 3          | 8    | 26   | 0.308 | 706    | 810    | 0.872  |
| 12  | Austrália      | 1   | 9     | 0     | 9     | 0          | 0          | 0          | 1          | 1          | 7          | 3    | 27   | 0.111 | 600    | 740    | 0.811  |

Nota: Irã ficou na frente da Bélgica e da Argentina pelo número de vitórias (IRI 4, BEL 3, ARG 3).
Grupo A1
- Local:  Sydney Super Dome, Sydney, Austrália

| Data   | Hora  |           | Placar |         | Set 1 | Set 2 | Set 3 | Set 4 | Set 5 | Total   | Relatório |
| ------ | ----- | --------- | ------ | ------- | ----- | ----- | ----- | ----- | ----- | ------- | --------- |
| 17 jun | 18:10 | França    | 3–0    | Itália  | 25–23 | 25–22 | 25–18 |       |       | 75–63   | Relatório |
| 17 jun | 20:40 | Austrália | 0–3    | Bélgica | 27–29 | 18–25 | 22–25 |       |       | 67–79   | Relatório |
| 18 jun | 17:40 | Bélgica   | 0–3    | Itália  | 15–25 | 23–25 | 21–25 |       |       | 59–75   | Relatório |
| 18 jun | 20:10 | Austrália | 0–3    | França  | 14–25 | 18–25 | 21–25 |       |       | 53–75   | Relatório |
| 19 jun | 12:40 | Bélgica   | 3–2    | França  | 13–25 | 26–24 | 21–25 | 25–18 | 15–12 | 100–104 | Relatório |
| 19 jun | 15:10 | Austrália | 0–3    | Itália  | 23–25 | 23–25 | 20–25 |       |       | 66–75   | Relatório |

Grupo B1
- Local:  Arena Carioca 1, Rio de Janeiro, Brasil

| Data   | Hora  |                | Placar |                | Set 1 | Set 2 | Set 3 | Set 4 | Set 5 | Total  | Relatório |
| ------ | ----- | -------------- | ------ | -------------- | ----- | ----- | ----- | ----- | ----- | ------ | --------- |
| 16 jun | 14:10 | Brasil         | 3–0    | Irã            | 25–19 | 25–16 | 28–26 |       |       | 78–61  | Relatório |
| 16 jun | 17:15 | Argentina      | 1–3    | Estados Unidos | 24–26 | 23–25 | 25–22 | 22–25 |       | 94–98  | Relatório |
| 17 jun | 14:10 | Brasil         | 3–0    | Argentina      | 25–21 | 25–13 | 26–24 |       |       | 76–58  | Relatório |
| 17 jun | 17:15 | Estados Unidos | 3–1    | Irã            | 23–25 | 25–13 | 27–25 | 26–24 |       | 101–87 | Relatório |
| 18 jun | 20:30 | Irã            | 3–2    | Argentina      | 25–22 | 25–20 | 21–25 | 13–25 | 15–11 | 99–103 | Relatório |
| 18 jun | 23:20 | Brasil         | 3–1    | Estados Unidos | 25–19 | 25–15 | 22–25 | 25–22 |       | 97–81  | Relatório |

Grupo C1
- Local:  DS Yantarny, Kaliningrado, Rússia

| Data   | Hora  |          | Placar |          | Set 1 | Set 2 | Set 3 | Set 4 | Set 5 | Total | Relatório |
| ------ | ----- | -------- | ------ | -------- | ----- | ----- | ----- | ----- | ----- | ----- | --------- |
| 17 jun | 16:40 | Bulgária | 1–3    | Polônia  | 25–19 | 19–25 | 17–25 | 20–25 |       | 81–94 | Relatório |
| 17 jun | 19:10 | Rússia   | 0–3    | Sérvia   | 22–25 | 32–34 | 17–25 |       |       | 71–84 | Relatório |
| 18 jun | 16:40 | Bulgária | 0–3    | Sérvia   | 26–28 | 25–27 | 18–25 |       |       | 69–80 | Relatório |
| 18 jun | 19:10 | Rússia   | 3–0    | Polônia  | 25–22 | 25–19 | 25–22 |       |       | 75–63 | Relatório |
| 19 jun | 16:40 | Sérvia   | 3–0    | Polônia  | 25–20 | 25–20 | 25–23 |       |       | 75–63 | Relatório |
| 19 jun | 19:10 | Rússia   | 3–1    | Bulgária | 20–25 | 25–18 | 25–17 | 25–22 |       | 95–82 | Relatório |

Grupo D1
- Local:  Atlas Arena, Łódź, Polônia

| Data   | Hora  |           | Placar |           | Set 1 | Set 2 | Set 3 | Set 4 | Set 5 | Total   | Relatório |
| ------ | ----- | --------- | ------ | --------- | ----- | ----- | ----- | ----- | ----- | ------- | --------- |
| 24 jun | 17:10 | Rússia    | 0–3    | França    | 22–25 | 34–36 | 20–25 |       |       | 76–86   | Relatório |
| 24 jun | 20:10 | Polônia   | 3–1    | Argentina | 26–24 | 31–29 | 36–38 | 25–22 |       | 118–113 | Relatório |
| 25 jun | 17:10 | França    | 2–3    | Argentina | 25–19 | 21–25 | 23–25 | 27–25 | 13–15 | 109–109 | Relatório |
| 25 jun | 20:10 | Polônia   | 1–3    | Rússia    | 17–25 | 20–25 | 25–20 | 15–25 |       | 77–95   | Relatório |
| 26 jun | 17:10 | Argentina | 3–0    | Rússia    | 25–18 | 25–20 | 28–26 |       |       | 78–64   | Relatório |
| 26 jun | 20:10 | Polônia   | 0–3    | França    | 28–30 | 20–25 | 29–31 |       |       | 77–86   | Relatório |

Grupo E1
- Local:  PalaLottomatica, Roma, Itália

| Data   | Hora  |                | Placar |                | Set 1 | Set 2 | Set 3 | Set 4 | Set 5 | Total   | Relatório |
| ------ | ----- | -------------- | ------ | -------------- | ----- | ----- | ----- | ----- | ----- | ------- | --------- |
| 24 jun | 17:00 | Bélgica        | 2–3    | Estados Unidos | 25–17 | 20–25 | 21–25 | 25–21 | 10–15 | 101–103 | Relatório |
| 24 jun | 20:10 | Austrália      | 0–3    | Itália         | 15–25 | 27–29 | 17–25 |       |       | 59–79   | Relatório |
| 25 jun | 17:00 | Estados Unidos | 3–1    | Austrália      | 20–25 | 25–17 | 25–23 | 25–20 |       | 95–85   | Relatório |
| 25 jun | 20:00 | Itália         | 3–0    | Bélgica        | 25–20 | 25–17 | 31–29 |       |       | 81–66   | Relatório |
| 26 jun | 15:30 | Austrália      | 0–3    | Bélgica        | 21–25 | 22–25 | 17–25 |       |       | 60–75   | Relatório |
| 26 jun | 18:30 | Estados Unidos | 3–0    | Itália         | 25–22 | 25–23 | 25–23 |       |       | 75–68   | Relatório |

Grupo F1
- Local:  Hala Pionir, Belgrado, Sérvia

| Data   | Hora  |          | Placar |          | Set 1 | Set 2 | Set 3 | Set 4 | Set 5 | Total | Relatório |
| ------ | ----- | -------- | ------ | -------- | ----- | ----- | ----- | ----- | ----- | ----- | --------- |
| 23 jun | 16:00 | Irã      | 3–1    | Bulgária | 18–25 | 25–20 | 25–23 | 25–20 |       | 93–88 | Relatório |
| 23 jun | 19:00 | Brasil   | 1–3    | Sérvia   | 25–19 | 15–25 | 21–25 | 22–25 |       | 83–94 | Relatório |
| 24 jun | 16:00 | Brasil   | 3–1    | Irã      | 25–18 | 24–26 | 25–16 | 25–17 |       | 99–77 | Relatório |
| 24 jun | 19:00 | Sérvia   | 3–1    | Bulgária | 25–18 | 21–25 | 25–19 | 25–23 |       | 96–85 | Relatório |
| 25 jun | 16:00 | Bulgária | 0–3    | Brasil   | 14–25 | 21–25 | 12–25 |       |       | 47–75 | Relatório |
| 25 jun | 19:00 | Irã      | 1–3    | Sérvia   | 19–25 | 26–24 | 18–25 | 21–25 |       | 84–99 | Relatório |

Grupo G1
- Local:  Palais des Sports Jean-Weille, Nancy, França

| Data  | Hora  |         | Placar |         | Set 1 | Set 2 | Set 3 | Set 4 | Set 5 | Total   | Relatório |
| ----- | ----- | ------- | ------ | ------- | ----- | ----- | ----- | ----- | ----- | ------- | --------- |
| 1 jul | 15:00 | Brasil  | 3–0    | Polônia | 30–28 | 25–21 | 25–16 |       |       | 80–65   | Relatório |
| 1 jul | 18:00 | França  | 3–0    | Bélgica | 25–19 | 28–26 | 25–20 |       |       | 78–65   | Relatório |
| 2 jul | 15:00 | Brasil  | 3–2    | Bélgica | 20–25 | 25–23 | 22–25 | 25–23 | 15–11 | 107–107 | Relatório |
| 2 jul | 18:00 | França  | 3–1    | Polônia | 22–25 | 30–28 | 25–22 | 25–19 |       | 102–94  | Relatório |
| 3 jul | 15:00 | Bélgica | 2–3    | Polônia | 25–19 | 23–25 | 22–25 | 25–20 | 13–15 | 108–104 | Relatório |
| 3 jul | 18:00 | França  | 1–3    | Brasil  | 21–25 | 24–26 | 25–22 | 21–25 |       | 91–98   | Relatório |

Grupo H1
- Local:  Kay Bailey Hutchison Convention Center, Dallas, Estados Unidos

| Data  | Hora  |                | Placar |           | Set 1 | Set 2 | Set 3 | Set 4 | Set 5 | Total   | Relatório |
| ----- | ----- | -------------- | ------ | --------- | ----- | ----- | ----- | ----- | ----- | ------- | --------- |
| 1 jul | 17:30 | Austrália      | 0–3    | Rússia    | 19–25 | 24–26 | 12–25 |       |       | 55–76   | Relatório |
| 1 jul | 19:30 | Estados Unidos | 3–1    | Bulgária  | 23–25 | 25–21 | 27–25 | 25–21 |       | 100–92  | Relatório |
| 2 jul | 17:30 | Bulgária       | 0–3    | Rússia    | 20–25 | 14–25 | 18–25 |       |       | 52–75   | Relatório |
| 2 jul | 19:30 | Estados Unidos | 3–0    | Austrália | 25–14 | 26–24 | 25–15 |       |       | 76–53   | Relatório |
| 3 jul | 12:40 | Estados Unidos | 3–0    | Rússia    | 35–33 | 25–17 | 25–21 |       |       | 85–71   | Relatório |
| 3 jul | 15:00 | Bulgária       | 3–2    | Austrália | 25–20 | 21–25 | 25–18 | 23–25 | 16–14 | 110–102 | Relatório |

Grupo I1
- Local:  Estádio Coberto Azadi, Teerã, Irã

| Data  | Hora  |        | Placar |           | Set 1 | Set 2 | Set 3 | Set 4 | Set 5 | Total   | Relatório |
| ----- | ----- | ------ | ------ | --------- | ----- | ----- | ----- | ----- | ----- | ------- | --------- |
| 1 jul | 18:00 | Itália | 3–1    | Argentina | 25–18 | 25–20 | 22–25 | 25–22 |       | 97–85   | Relatório |
| 1 jul | 21:00 | Irã    | 3–2    | Sérvia    | 18–25 | 22–25 | 25–22 | 25–23 | 16–14 | 106–109 | Relatório |
| 2 jul | 18:00 | Sérvia | 0–3    | Argentina | 23–25 | 22–25 | 20–25 |       |       | 65–75   | Relatório |
| 2 jul | 21:00 | Irã    | 0–3    | Itália    | 20–25 | 20–25 | 21–25 |       |       | 61–75   | Relatório |
| 3 jul | 18:00 | Itália | 2–3    | Sérvia    | 19–25 | 18–25 | 25–19 | 25–22 | 15–17 | 102–108 | Relatório |
| 3 jul | 21:00 | Irã    | 3–2    | Argentina | 25–23 | 22–25 | 21–25 | 25–22 | 16–14 | 109–109 | Relatório |

### Segundo Grupo
Todas as partidas seguem o horário local.
|     |               |     | Jogos | Jogos | Jogos | Resultados | Resultados | Resultados | Resultados | Resultados | Resultados | Sets | Sets | Sets  | Pontos | Pontos | Pontos |
| Pos | Equipe        | Pts | T     | V     | D     | 3–0        | 3–1        | 3–2        | 2–3        | 1–3        | 0–3        | V    | P    | R     | V      | P      | R      |
| --- | ------------- | --- | ----- | ----- | ----- | ---------- | ---------- | ---------- | ---------- | ---------- | ---------- | ---- | ---- | ----- | ------ | ------ | ------ |
| 1   | Canadá        | 24  | 9     | 8     | 1     | 5          | 2          | 1          | 1          | 0          | 0          | 26   | 7    | 3.714 | 787    | 677    | 1.162  |
| 2   | Turquia       | 21  | 9     | 8     | 1     | 4          | 1          | 3          | 0          | 1          | 0          | 25   | 10   | 2.500 | 813    | 756    | 1.075  |
| 3   | Países Baixos | 19  | 9     | 6     | 3     | 1          | 4          | 1          | 2          | 0          | 1          | 22   | 15   | 1.467 | 839    | 768    | 1.092  |
| 4   | Finlândia     | 18  | 9     | 6     | 3     | 1          | 3          | 2          | 2          | 0          | 1          | 22   | 16   | 1.375 | 858    | 826    | 1.039  |
| 5   | Chéquia       | 13  | 9     | 5     | 4     | 1          | 1          | 3          | 1          | 2          | 1          | 19   | 19   | 1,000 | 837    | 850    | 0.985  |
| 6   | China         | 12  | 9     | 4     | 5     | 2          | 2          | 0          | 0          | 1          | 4          | 13   | 17   | 0.765 | 681    | 681    | 1,000  |
| 7   | Egito         | 11  | 9     | 4     | 5     | 1          | 1          | 2          | 1          | 1          | 3          | 15   | 20   | 0.750 | 781    | 816    | 0.957  |
| 8   | Eslováquia    | 10  | 9     | 3     | 6     | 0          | 2          | 1          | 2          | 2          | 2          | 15   | 22   | 0.682 | 788    | 843    | 0.935  |
| 9   | Cuba          | 9   | 9     | 3     | 6     | 0          | 0          | 3          | 3          | 3          | 0          | 18   | 24   | 0.750 | 891    | 917    | 0.972  |
| 10  | Coreia do Sul | 9   | 9     | 3     | 6     | 1          | 0          | 2          | 2          | 1          | 3          | 14   | 22   | 0.636 | 804    | 820    | 0.980  |
| 11  | Japão         | 9   | 9     | 2     | 7     | 2          | 0          | 0          | 3          | 2          | 2          | 14   | 21   | 0.667 | 763    | 803    | 0.950  |
| 12  | Portugal      | 7   | 9     | 2     | 7     | 1          | 0          | 1          | 2          | 3          | 2          | 13   | 23   | 0.565 | 758    | 843    | 0.899  |

Grupo A2
- Local:  İzmir Atatürk Voleybol Salonu, Esmirna, Turquia

| Data   | Hora  |               | Placar |               | Set 1 | Set 2 | Set 3 | Set 4 | Set 5 | Total   | Relatório |
| ------ | ----- | ------------- | ------ | ------------- | ----- | ----- | ----- | ----- | ----- | ------- | --------- |
| 17 jun | 14:30 | Países Baixos | 3–1    | Eslováquia    | 24–26 | 25–11 | 25–23 | 25–22 |       | 99–82   | Relatório |
| 17 jun | 17:30 | Turquia       | 3–1    | Portugal      | 25–22 | 25–20 | 28–30 | 25–19 |       | 103–91  | Relatório |
| 18 jun | 14:30 | Portugal      | 0–3    | Países Baixos | 14–25 | 18–25 | 17–25 |       |       | 49–75   | Relatório |
| 18 jun | 17:30 | Turquia       | 3–0    | Eslováquia    | 27–25 | 25–23 | 25–22 |       |       | 77–70   | Relatório |
| 19 jun | 14:30 | Portugal      | 2–3    | Eslováquia    | 25–18 | 25–21 | 21–25 | 23–25 | 17–19 | 111–108 | Relatório |
| 19 jun | 17:30 | Turquia       | 3–0    | Países Baixos | 25–21 | 25–20 | 25–23 |       |       | 75–64   | Relatório |

Grupo B2
- Local:  Ginásio Municipal Central de Osaka, Osaka, Japão

| Data   | Hora  |           | Placar |               | Set 1 | Set 2 | Set 3 | Set 4 | Set 5 | Total   | Relatório |
| ------ | ----- | --------- | ------ | ------------- | ----- | ----- | ----- | ----- | ----- | ------- | --------- |
| 17 jun | 16:10 | Cuba      | 3–2    | Coreia do Sul | 33–31 | 25–18 | 14–25 | 22–25 | 15–6  | 109–105 | Relatório |
| 17 jun | 19:15 | Japão     | 3–0    | Finlândia     | 26–24 | 25–20 | 25–23 |       |       | 76–67   | Relatório |
| 18 jun | 16:10 | Japão     | 2–3    | Cuba          | 25–27 | 25–21 | 25–16 | 28–30 | 11–15 | 114–109 | Relatório |
| 18 jun | 19:15 | Finlândia | 3–2    | Coreia do Sul | 25–22 | 25–20 | 27–29 | 19–25 | 19–17 | 115–113 | Relatório |
| 19 jun | 16:10 | Cuba      | 1–3    | Finlândia     | 18–25 | 25–15 | 23–25 | 23–25 |       | 89–90   | Relatório |
| 19 jun | 19:15 | Japão     | 3–0    | Coreia do Sul | 25–21 | 25–17 | 26–24 |       |       | 76–62   | Relatório |

Grupo C2
- Local:  Budvar Arena, České Budějovice, República Checa

| Data   | Hora  |         | Placar |         | Set 1 | Set 2 | Set 3 | Set 4 | Set 5 | Total   | Relatório |
| ------ | ----- | ------- | ------ | ------- | ----- | ----- | ----- | ----- | ----- | ------- | --------- |
| 17 jun | 16:00 | Chéquia | 2–3    | Egito   | 25–21 | 22–25 | 20–25 | 25–22 | 12–15 | 104–108 | Relatório |
| 17 jun | 19:00 | China   | 0–3    | Canadá  | 18–25 | 22–25 | 21–25 |       |       | 61–75   | Relatório |
| 18 jun | 15:10 | Canadá  | 3–0    | Egito   | 25–23 | 25–19 | 25–16 |       |       | 75–58   | Relatório |
| 18 jun | 18:10 | China   | 1–3    | Chéquia | 25–21 | 22–25 | 23–25 | 17–25 |       | 87–96   | Relatório |
| 19 jun | 15:10 | Egito   | 3–0    | China   | 25–20 | 28–26 | 26–24 |       |       | 79–70   | Relatório |
| 19 jun | 18:00 | Chéquia | 1–3    | Canadá  | 16–25 | 23–25 | 26–24 | 24–26 |       | 89–100  | Relatório |

Grupo D2
- Local:  Aegon Arena, Bratislava, Eslováquia

| Data   | Hora  |               | Placar |               | Set 1 | Set 2 | Set 3 | Set 4 | Set 5 | Total   | Relatório |
| ------ | ----- | ------------- | ------ | ------------- | ----- | ----- | ----- | ----- | ----- | ------- | --------- |
| 23 jun | 17:00 | Países Baixos | 2–3    | Chéquia       | 21–25 | 25–19 | 23–25 | 25–20 | 11–15 | 105–104 | Relatório |
| 23 jun | 20:10 | Eslováquia    | 3–1    | Cuba          | 25–19 | 25–23 | 22–25 | 25–22 |       | 97–89   | Relatório |
| 24 jun | 17:00 | Cuba          | 2–3    | Chéquia       | 19–25 | 21–25 | 26–24 | 25–22 | 11–15 | 102–111 | Relatório |
| 24 jun | 20:15 | Eslováquia    | 1–3    | Países Baixos | 14–25 | 25–21 | 14–25 | 23–25 |       | 76–96   | Relatório |
| 25 jun | 17:00 | Cuba          | 2–3    | Países Baixos | 25–23 | 25–14 | 23–25 | 23–25 | 12–15 | 108–102 | Relatório |
| 25 jun | 20:10 | Chéquia       | 3–2    | Eslováquia    | 23–25 | 25–23 | 19–25 | 25–18 | 15–11 | 107–102 | Relatório |

Grupo E2
- Local:  Complexo Coberto do Estádio do Cairo, Cairo, Egito

| Data   | Hora  |           | Placar |           | Set 1 | Set 2 | Set 3 | Set 4 | Set 5 | Total   | Relatório |
| ------ | ----- | --------- | ------ | --------- | ----- | ----- | ----- | ----- | ----- | ------- | --------- |
| 24 jun | 21:00 | Turquia   | 3–2    | Japão     | 20–25 | 19–25 | 25–19 | 25–20 | 15–10 | 104–99  | Relatório |
| 25 jun | 0:00  | Egito     | 0–3    | Finlândia | 22–25 | 17–25 | 22–25 |       |       | 61–75   | Relatório |
| 25 jun | 21:00 | Turquia   | 3–2    | Finlândia | 19–25 | 21–25 | 25–21 | 25–22 | 15–11 | 105–104 | Relatório |
| 26 jun | 0:00  | Egito     | 3–2    | Japão     | 25–22 | 23–25 | 21–25 | 25–21 | 15–9  | 109–102 | Relatório |
| 26 jun | 21:00 | Finlândia | 3–1    | Japão     | 25–18 | 31–29 | 22–25 | 25–21 |       | 103–93  | Relatório |
| 26 jun | 23:40 | Egito     | 3–1    | Turquia   | 23–25 | 25–18 | 25–23 | 31–29 |       | 104–95  | Relatório |

Grupo F2
- Local:  SaskTel Centre, Saskatoon, Canadá

| Data   | Hora  |               | Placar |               | Set 1 | Set 2 | Set 3 | Set 4 | Set 5 | Total | Relatório |
| ------ | ----- | ------------- | ------ | ------------- | ----- | ----- | ----- | ----- | ----- | ----- | --------- |
| 24 jun | 17:40 | China         | 3–1    | Portugal      | 25–18 | 22–25 | 25–16 | 25–20 |       | 97–79 | Relatório |
| 24 jun | 20:10 | Canadá        | 3–0    | Coreia do Sul | 25–20 | 25–21 | 25–20 |       |       | 75–61 | Relatório |
| 25 jun | 13:40 | Canadá        | 3–0    | China         | 25–21 | 25–19 | 25–17 |       |       | 75–57 | Relatório |
| 25 jun | 16:10 | Coreia do Sul | 0–3    | Portugal      | 23–25 | 26–28 | 23–25 |       |       | 72–78 | Relatório |
| 26 jun | 15:35 | Coreia do Sul | 1–3    | China         | 25–18 | 23–25 | 17–25 | 23–25 |       | 88–93 | Relatório |
| 26 jun | 18:20 | Canadá        | 3–1    | Portugal      | 24–26 | 25–15 | 25–23 | 25–21 |       | 99–85 | Relatório |

Grupo G2
- Local:  Ginásio Jangchung, Seul, Coreia do Sul

| Data  | Hora  |               | Placar |               | Set 1 | Set 2 | Set 3 | Set 4 | Set 5 | Total   | Relatório |
| ----- | ----- | ------------- | ------ | ------------- | ----- | ----- | ----- | ----- | ----- | ------- | --------- |
| 1 jul | 16:00 | Coreia do Sul | 3–0    | Chéquia       | 25–18 | 25–21 | 25–20 |       |       | 75–59   | Relatório |
| 1 jul | 18:30 | Egito         | 1–3    | Países Baixos | 19–25 | 25–21 | 18–25 | 16–25 |       | 78–96   | Relatório |
| 2 jul | 14:00 | Coreia do Sul | 3–2    | Egito         | 26–24 | 25–20 | 23–25 | 28–30 | 15–13 | 117–112 | Relatório |
| 2 jul | 17:20 | Chéquia       | 1–3    | Países Baixos | 20–25 | 26–24 | 23–25 | 16–25 |       | 85–99   | Relatório |
| 3 jul | 14:00 | Coreia do Sul | 3–2    | Países Baixos | 25–16 | 22–25 | 21–25 | 25–21 | 18–16 | 111–103 | Relatório |
| 3 jul | 17:00 | Chéquia       | 3–0    | Egito         | 25–19 | 32–30 | 25–23 |       |       | 82–72   | Relatório |

Grupo H2
- Local:  Centro Esportivo Xuancheng, Xuancheng, China

| Data  | Hora  |            | Placar |            | Set 1 | Set 2 | Set 3 | Set 4 | Set 5 | Total  | Relatório |
| ----- | ----- | ---------- | ------ | ---------- | ----- | ----- | ----- | ----- | ----- | ------ | --------- |
| 1 jul | 15:00 | Turquia    | 3–0    | Japão      | 25–21 | 25–20 | 25–22 |       |       | 75–63  | Relatório |
| 1 jul | 17:00 | China      | 3–0    | Eslováquia | 25–19 | 25–18 | 25–22 |       |       | 75–59  | Relatório |
| 2 jul | 15:00 | Eslováquia | 3–1    | Japão      | 25–18 | 25–21 | 24–26 | 25–22 |       | 99–87  | Relatório |
| 2 jul | 17:40 | China      | 0–3    | Turquia    | 25–27 | 23–25 | 18–25 |       |       | 66–77  | Relatório |
| 3 jul | 15:00 | Turquia    | 3–2    | Eslováquia | 25–13 | 16–25 | 21–25 | 25–22 | 15–10 | 102–95 | Relatório |
| 3 jul | 17:45 | China      | 3–0    | Japão      | 25–11 | 25–22 | 25–20 |       |       | 75–53  | Relatório |

Grupo I2
- Local:  Tampere Ice Hall, Tampere, Finlândia

| Data  | Hora  |           | Placar |          | Set 1 | Set 2 | Set 3 | Set 4 | Set 5 | Total   | Relatório |
| ----- | ----- | --------- | ------ | -------- | ----- | ----- | ----- | ----- | ----- | ------- | --------- |
| 1 jul | 15:40 | Canadá    | 3–2    | Cuba     | 24–26 | 25–21 | 19–25 | 25–16 | 15–13 | 108–101 | Relatório |
| 1 jul | 18:40 | Finlândia | 2–3    | Portugal | 25–22 | 21–25 | 25–19 | 24–26 | 12–15 | 107–107 | Relatório |
| 2 jul | 15:40 | Portugal  | 0–3    | Canadá   | 18–25 | 22–25 | 21–25 |       |       | 61–75   | Relatório |
| 2 jul | 18:40 | Finlândia | 3–1    | Cuba     | 25–19 | 25–12 | 18–25 | 25–21 |       | 93–77   | Relatório |
| 3 jul | 15:10 | Cuba      | 3–2    | Portugal | 25–19 | 22–25 | 25–19 | 20–25 | 15–9  | 107–97  | Relatório |
| 3 jul | 18:10 | Finlândia | 3–2    | Canadá   | 25–22 | 18–25 | 25–20 | 21–25 | 15–13 | 104–105 | Relatório |

### Terceiro Grupo
Todas as partidas seguem o horário local.
|     |              |     | Jogos | Jogos | Jogos | Resultados | Resultados | Resultados | Resultados | Resultados | Resultados | Sets | Sets | Sets  | Pontos | Pontos | Pontos |
| Pos | Equipe       | Pts | T     | V     | D     | 3–0        | 3–1        | 3–2        | 2–3        | 1–3        | 0–3        | V    | P    | R     | V      | P      | R      |
| --- | ------------ | --- | ----- | ----- | ----- | ---------- | ---------- | ---------- | ---------- | ---------- | ---------- | ---- | ---- | ----- | ------ | ------ | ------ |
| 1   | Eslovênia    | 15  | 6     | 5     | 1     | 3          | 2          | 0          | 0          | 1          | 0          | 16   | 5    | 3.200 | 513    | 441    | 1.163  |
| 2   | Grécia       | 15  | 6     | 5     | 1     | 2          | 3          | 0          | 0          | 0          | 1          | 15   | 6    | 2.500 | 516    | 462    | 1.117  |
| 3   | Taipé Chinês | 12  | 6     | 4     | 2     | 1          | 3          | 0          | 0          | 1          | 1          | 13   | 9    | 1.444 | 530    | 515    | 1.029  |
| 4   | Montenegro   | 12  | 6     | 4     | 2     | 0          | 2          | 2          | 2          | 0          | 0          | 16   | 12   | 1.333 | 628    | 599    | 1.048  |
| 5   | Venezuela    | 10  | 6     | 4     | 2     | 1          | 1          | 2          | 0          | 2          | 0          | 14   | 11   | 1.273 | 576    | 557    | 1.034  |
| 6   | Catar        | 9   | 6     | 3     | 3     | 2          | 1          | 0          | 0          | 2          | 1          | 11   | 10   | 1.100 | 477    | 480    | 0.994  |
| 7   | Espanha      | 9   | 6     | 3     | 3     | 1          | 1          | 1          | 1          | 2          | 0          | 13   | 12   | 1.083 | 556    | 552    | 1.007  |
| 8   | Tunísia      | 8   | 6     | 3     | 3     | 0          | 2          | 1          | 0          | 1          | 2          | 10   | 13   | 0.769 | 537    | 549    | 0.978  |
| 9   | Alemanha     | 7   | 6     | 2     | 4     | 1          | 1          | 0          | 1          | 3          | 0          | 11   | 13   | 0.846 | 534    | 535    | 0.998  |
| 10  | México       | 5   | 6     | 1     | 5     | 0          | 1          | 0          | 2          | 3          | 0          | 10   | 16   | 0.625 | 546    | 590    | 0.925  |
| 11  | Cazaquistão  | 3   | 6     | 1     | 5     | 1          | 0          | 0          | 0          | 1          | 4          | 4    | 15   | 0.267 | 423    | 478    | 0.885  |
| 12  | Porto Rico   | 3   | 6     | 1     | 5     | 1          | 0          | 0          | 0          | 1          | 4          | 4    | 15   | 0.267 | 397    | 475    | 0.836  |

Grupo A3
- Local:  Arena Stožice, Liubliana, Eslovênia

| Data   | Hora  |           | Placar |           | Set 1 | Set 2 | Set 3 | Set 4 | Set 5 | Total  | Relatório |
| ------ | ----- | --------- | ------ | --------- | ----- | ----- | ----- | ----- | ----- | ------ | --------- |
| 17 jun | 16:30 | Tunísia   | 0–3    | Venezuela | 22–25 | 26–28 | 20–25 |       |       | 68–78  | Relatório |
| 17 jun | 20:00 | Eslovênia | 3–1    | Catar     | 25–15 | 25–21 | 18–25 | 25–18 |       | 93–79  | Relatório |
| 18 jun | 16:30 | Venezuela | 3–1    | Catar     | 25–27 | 25–15 | 27–25 | 25–23 |       | 102–90 | Relatório |
| 18 jun | 20:00 | Tunísia   | 0–3    | Eslovênia | 17–25 | 20–25 | 22–25 |       |       | 59–75  | Relatório |
| 19 jun | 15:30 | Catar     | 3–1    | Tunísia   | 25–22 | 25–20 | 23–25 | 25–20 |       | 98–87  | Relatório |
| 19 jun | 19:00 | Venezuela | 1–3    | Eslovênia | 25–23 | 22–25 | 24–26 | 22–25 |       | 93–99  | Relatório |

Grupo B3
- Local:  Complexo Olímpico México 68, Cidade do México, México

| Data   | Hora  |            | Placar |            | Set 1 | Set 2 | Set 3 | Set 4 | Set 5 | Total   | Relatório |
| ------ | ----- | ---------- | ------ | ---------- | ----- | ----- | ----- | ----- | ----- | ------- | --------- |
| 17 jun | 18:00 | Montenegro | 3–2    | Alemanha   | 22–25 | 25–22 | 25–17 | 21–25 | 15–11 | 108–100 | Relatório |
| 17 jun | 21:00 | México     | 2–3    | Espanha    | 22–25 | 26–24 | 19–25 | 25–22 | 12–15 | 104–111 | Relatório |
| 18 jun | 18:00 | Alemanha   | 1–3    | Espanha    | 20–25 | 28–26 | 16–25 | 17–25 |       | 81–101  | Relatório |
| 18 jun | 20:40 | México     | 1–3    | Montenegro | 19–25 | 25–21 | 21–25 | 23–25 |       | 88–96   | Relatório |
| 19 jun | 16:00 | Espanha    | 2–3    | Montenegro | 27–25 | 23–25 | 18–25 | 25–21 | 13–15 | 106–111 | Relatório |
| 19 jun | 19:00 | México     | 3–1    | Alemanha   | 25–21 | 25–20 | 15–25 | 25–17 |       | 90–83   | Relatório |

Grupo C3
- Local:  Novo Salão Esportivo Coberto de Cozani, Cozani, Grécia

| Data   | Hora  |              | Placar |              | Set 1 | Set 2 | Set 3 | Set 4 | Set 5 | Total | Relatório |
| ------ | ----- | ------------ | ------ | ------------ | ----- | ----- | ----- | ----- | ----- | ----- | --------- |
| 17 jun | 18:00 | Taipé Chinês | 3–0    | Porto Rico   | 25–20 | 30–28 | 25–15 |       |       | 80–63 | Relatório |
| 17 jun | 21:00 | Cazaquistão  | 0–3    | Grécia       | 16–25 | 26–28 | 18–25 |       |       | 60–78 | Relatório |
| 18 jun | 18:00 | Cazaquistão  | 3–0    | Taipé Chinês | 25–22 | 25–23 | 28–26 |       |       | 78–71 | Relatório |
| 18 jun | 21:00 | Grécia       | 3–0    | Porto Rico   | 25–16 | 25–22 | 25–19 |       |       | 75–57 | Relatório |
| 19 jun | 18:00 | Porto Rico   | 3–0    | Cazaquistão  | 29–27 | 25–19 | 25–21 |       |       | 79–67 | Relatório |
| 19 jun | 21:00 | Grécia       | 3–1    | Taipé Chinês | 22–25 | 25–18 | 25–21 | 25–22 |       | 97–86 | Relatório |

Grupo D3
- Local:  Alexandreio Melathron, Salonica, Grécia

| Data   | Hora  |            | Placar |            | Set 1 | Set 2 | Set 3 | Set 4 | Set 5 | Total  | Relatório |
| ------ | ----- | ---------- | ------ | ---------- | ----- | ----- | ----- | ----- | ----- | ------ | --------- |
| 24 jun | 18:00 | Eslovênia  | 3–0    | Catar      | 25–21 | 25–18 | 25–20 |       |       | 75–59  | Relatório |
| 24 jun | 21:00 | Grécia     | 3–1    | Porto Rico | 25–17 | 25–17 | 27–29 | 26–24 |       | 103–87 | Relatório |
| 25 jun | 18:00 | Eslovênia  | 3–0    | Porto Rico | 25–16 | 25–22 | 25–12 |       |       | 75–50  | Relatório |
| 25 jun | 21:00 | Grécia     | 0–3    | Catar      | 21–25 | 17–25 | 24–26 |       |       | 62–76  | Relatório |
| 26 jun | 18:00 | Porto Rico | 0–3    | Catar      | 22–25 | 23–25 | 16–25 |       |       | 61–75  | Relatório |
| 26 jun | 21:00 | Grécia     | 3–1    | Eslovênia  | 25–23 | 22–25 | 25–21 | 29–27 |       | 101–96 | Relatório |

Grupo E3
- Local:  Palácio Esportivo El Menzah, Túnis, Tunísia

| Data   | Hora  |            | Placar |            | Set 1 | Set 2 | Set 3 | Set 4 | Set 5 | Total   | Relatório |
| ------ | ----- | ---------- | ------ | ---------- | ----- | ----- | ----- | ----- | ----- | ------- | --------- |
| 24 jun | 16:00 | Montenegro | 2–3    | Venezuela  | 19–25 | 16–25 | 25–19 | 25–15 | 13–15 | 98–99   | Relatório |
| 24 jun | 22:00 | Tunísia    | 3–1    | México     | 22–25 | 25–22 | 25–17 | 25–18 |       | 97–82   | Relatório |
| 25 jun | 16:00 | México     | 2–3    | Venezuela  | 25–22 | 18–25 | 21–25 | 25–23 | 10–15 | 99–110  | Relatório |
| 25 jun | 22:00 | Tunísia    | 3–2    | Montenegro | 22–25 | 25–27 | 31–29 | 26–24 | 19–17 | 123–122 | Relatório |
| 26 jun | 16:00 | México     | 1–3    | Montenegro | 25–18 | 17–25 | 22–25 | 19–25 |       | 83–93   | Relatório |
| 26 jun | 22:00 | Tunísia    | 3–1    | Venezuela  | 28–26 | 25–27 | 25–23 | 25–18 |       | 103–94  | Relatório |

Grupo F3
- Local:  Palácio Esportivo Baluan Sholak, Almaty, Cazaquistão

| Data   | Hora  |              | Placar |              | Set 1 | Set 2 | Set 3 | Set 4 | Set 5 | Total | Relatório |
| ------ | ----- | ------------ | ------ | ------------ | ----- | ----- | ----- | ----- | ----- | ----- | --------- |
| 24 jun | 12:10 | Espanha      | 1–3    | Taipé Chinês | 20–25 | 22–25 | 26–24 | 20–25 |       | 88–99 | Relatório |
| 24 jun | 15:40 | Cazaquistão  | 0–3    | Alemanha     | 21–25 | 19–25 | 25–27 |       |       | 65–77 | Relatório |
| 25 jun | 12:10 | Taipé Chinês | 3–1    | Alemanha     | 25–23 | 16–25 | 30–28 | 25–21 |       | 96–97 | Relatório |
| 25 jun | 15:40 | Cazaquistão  | 0–3    | Espanha      | 22–25 | 18–25 | 21–25 |       |       | 61–75 | Relatório |
| 26 jun | 12:10 | Alemanha     | 3–1    | Espanha      | 25–20 | 21–25 | 25–16 | 25–14 |       | 96–75 | Relatório |
| 26 jun | 15:40 | Cazaquistão  | 1–3    | Taipé Chinês | 25–23 | 23–25 | 22–25 | 22–25 |       | 92–98 | Relatório |

## Fase final

### Terceiro Grupo
- Local:  Fraport Arena, Frankfurt am Main, Alemanha
- Horários UTC+2.

|  | Semifinais   | Semifinais |   |              | Final          | Final |  |
|  |              |            |   |              |                |       |  |
|  | 1 de julho   |            |   |              |                |       |  |
|  | Alemanha     | 3          |   |              |                |       |  |
|  | Taipé Chinês | 0          |   |              |                |       |  |
|  |              |            |   |              |                |       |  |
|  |              |            |   |              | 2 de julho     |       |  |
|  |              |            |   |              | Alemanha       | 1     |  |
|  |              | Eslovênia  | 3 |              |                |       |  |
|  |              |            |   |              |                |       |  |
|  |              |            |   |              |                |       |  |
|  |              |            |   |              | Terceiro lugar |       |  |
|  | 1 de julho   | 1 de julho |   | 2 de julho   | 2 de julho     |       |  |
|  | Eslovênia    | 3          |   | Taipé Chinês | 1              |       |  |
|  | Grécia       | 0          |   |              | Grécia         | 3     |  |

Semifinais
| Data  | Hora  |           | Placar |              | Set 1 | Set 2 | Set 3 | Set 4 | Set 5 | Total | Relatório |
| ----- | ----- | --------- | ------ | ------------ | ----- | ----- | ----- | ----- | ----- | ----- | --------- |
| 1 jul | 17:00 | Alemanha  | 3–0    | Taipé Chinês | 25–16 | 25–19 | 25–22 |       |       | 75–57 | Relatório |
| 1 jul | 20:10 | Eslovênia | 3–0    | Grécia       | 25–22 | 25–20 | 25–16 |       |       | 75–58 | Relatório |

Terceiro lugar
| Data  | Hora  |              | Placar |        | Set 1 | Set 2 | Set 3 | Set 4 | Set 5 | Total | Relatório |
| ----- | ----- | ------------ | ------ | ------ | ----- | ----- | ----- | ----- | ----- | ----- | --------- |
| 2 jul | 14:00 | Taipé Chinês | 1–3    | Grécia | 19–25 | 25–22 | 25–27 | 18–25 |       | 87–99 | Relatório |

Final
| Data  | Hora  |          | Placar |           | Set 1 | Set 2 | Set 3 | Set 4 | Set 5 | Total | Relatório |
| ----- | ----- | -------- | ------ | --------- | ----- | ----- | ----- | ----- | ----- | ----- | --------- |
| 2 jul | 17:00 | Alemanha | 1–3    | Eslovênia | 19–25 | 18–25 | 25–21 | 20–25 |       | 82–96 | Relatório |

### Segundo Grupo
- Local:  Centro de Desportos e Congressos, Matosinhos, Portugal
- Horários UTC+1.

|  | Semifinais    | Semifinais |   |             | Final          | Final |  |
|  |               |            |   |             |                |       |  |
|  | 9 de julho    |            |   |             |                |       |  |
|  | Canadá        | 3          |   |             |                |       |  |
|  | Turquia       | 0          |   |             |                |       |  |
|  |               |            |   |             |                |       |  |
|  |               |            |   |             | 10 de julho    |       |  |
|  |               |            |   |             | Canadá         | 3     |  |
|  |               | Portugal   | 0 |             |                |       |  |
|  |               |            |   |             |                |       |  |
|  |               |            |   |             |                |       |  |
|  |               |            |   |             | Terceiro lugar |       |  |
|  | 9 de julho    | 9 de julho |   | 10 de julho | 10 de julho    |       |  |
|  | Portugal      | 3          |   | Turquia     | 1              |       |  |
|  | Países Baixos | 1          |   |             | Países Baixos  | 3     |  |

Semifinais
| Data  | Hora  |          | Placar |               | Set 1 | Set 2 | Set 3 | Set 4 | Set 5 | Total | Relatório |
| ----- | ----- | -------- | ------ | ------------- | ----- | ----- | ----- | ----- | ----- | ----- | --------- |
| 9 jul | 16:00 | Canadá   | 3–0    | Turquia       | 26–24 | 25–17 | 25–23 |       |       | 76–64 | Relatório |
| 9 jul | 19:00 | Portugal | 3–1    | Países Baixos | 25–22 | 26–24 | 17–25 | 29–27 |       | 97–98 | Relatório |

Terceiro lugar
| Data   | Hora  |         | Placar |               | Set 1 | Set 2 | Set 3 | Set 4 | Set 5 | Total  | Relatório |
| ------ | ----- | ------- | ------ | ------------- | ----- | ----- | ----- | ----- | ----- | ------ | --------- |
| 10 jul | 15:00 | Turquia | 1–3    | Países Baixos | 23–25 | 30–28 | 22–25 | 22–25 |       | 97–103 | Relatório |

Final
| Data   | Hora  |        | Placar |          | Set 1 | Set 2 | Set 3 | Set 4 | Set 5 | Total | Relatório |
| ------ | ----- | ------ | ------ | -------- | ----- | ----- | ----- | ----- | ----- | ----- | --------- |
| 10 jul | 18:00 | Canadá | 3–0    | Portugal | 25–19 | 25–22 | 25–15 |       |       | 75–56 | Relatório |

### Primeiro Grupo
- Local:  Tauron Arena Kraków, Cracóvia, Polônia
- Horários UTC+2.

#### Grupo J1
|     |         |     | Jogos | Jogos | Jogos | Resultados | Resultados | Resultados | Resultados | Resultados | Resultados | Sets | Sets | Sets  | Pontos | Pontos | Pontos |
| Pos | Equipe  | Pts | T     | V     | D     | 3–0        | 3–1        | 3–2        | 2–3        | 1–3        | 0–3        | V    | P    | R     | V      | P      | R      |
| --- | ------- | --- | ----- | ----- | ----- | ---------- | ---------- | ---------- | ---------- | ---------- | ---------- | ---- | ---- | ----- | ------ | ------ | ------ |
| 1   | Sérvia  | 4   | 2     | 1     | 1     | 0          | 1          | 0          | 1          | 0          | 0          | 5    | 4    | 1.250 | 195    | 194    | 1.005  |
| 2   | França  | 3   | 2     | 1     | 1     | 0          | 0          | 1          | 1          | 0          | 0          | 5    | 5    | 1,000 | 213    | 208    | 1.024  |
| 3   | Polônia | 2   | 2     | 1     | 1     | 0          | 0          | 1          | 0          | 1          | 0          | 4    | 5    | 0.800 | 192    | 198    | 0.970  |

| Data   | Hora  |         | Placar |        | Set 1 | Set 2 | Set 3 | Set 4 | Set 5 | Total   | Relatório |
| ------ | ----- | ------- | ------ | ------ | ----- | ----- | ----- | ----- | ----- | ------- | --------- |
| 13 jul | 20:30 | Polônia | 3–2    | França | 21–25 | 17–25 | 25–17 | 28–26 | 15–12 | 106–105 | Relatório |
| 14 jul | 20:30 | Polônia | 1–3    | Sérvia | 23–25 | 20–25 | 25–18 | 18–25 |       | 86–93   | Relatório |
| 15 jul | 17:30 | Sérvia  | 2–3    | França | 20–25 | 19–25 | 26–24 | 25–19 | 12–15 | 102–108 | Relatório |

#### Grupo K1
|     |                |     | Jogos | Jogos | Jogos | Resultados | Resultados | Resultados | Resultados | Resultados | Resultados | Sets | Sets | Sets  | Pontos | Pontos | Pontos |
| Pos | Equipe         | Pts | T     | V     | D     | 3–0        | 3–1        | 3–2        | 2–3        | 1–3        | 0–3        | V    | P    | R     | V      | P      | R      |
| --- | -------------- | --- | ----- | ----- | ----- | ---------- | ---------- | ---------- | ---------- | ---------- | ---------- | ---- | ---- | ----- | ------ | ------ | ------ |
| 1   | Brasil         | 5   | 2     | 2     | 0     | 1          | 0          | 1          | 0          | 0          | 0          | 6    | 2    | 3,000 | 188    | 167    | 1.126  |
| 2   | Itália         | 3   | 2     | 1     | 1     | 0          | 1          | 0          | 0          | 0          | 1          | 3    | 4    | 0.750 | 160    | 171    | 0.936  |
| 3   | Estados Unidos | 1   | 2     | 0     | 2     | 0          | 0          | 0          | 1          | 1          | 0          | 3    | 6    | 0.500 | 206    | 216    | 0.954  |

| Data   | Hora  |                | Placar |                | Set 1 | Set 2 | Set 3 | Set 4 | Set 5 | Total   | Relatório |
| ------ | ----- | -------------- | ------ | -------------- | ----- | ----- | ----- | ----- | ----- | ------- | --------- |
| 13 jul | 17:30 | Brasil         | 3–0    | Itália         | 25–18 | 25–20 | 25–19 |       |       | 75–57   | Relatório |
| 14 jul | 17:30 | Estados Unidos | 1–3    | Itália         | 22–25 | 25–27 | 28–26 | 21–25 |       | 96–103  | Relatório |
| 15 jul | 20:30 | Brasil         | 3–2    | Estados Unidos | 24–26 | 21–25 | 28–26 | 25–21 | 15–12 | 113–110 | Relatório |

#### Final four
|  | Semifinais  | Semifinais  |   |             | Final          | Final |  |
|  |             |             |   |             |                |       |  |
|  | 16 de julho |             |   |             |                |       |  |
|  | Sérvia      | 3           |   |             |                |       |  |
|  | Itália      | 2           |   |             |                |       |  |
|  |             |             |   |             |                |       |  |
|  |             |             |   |             | 17 de julho    |       |  |
|  |             |             |   |             | Sérvia         | 3     |  |
|  |             | Brasil      | 0 |             |                |       |  |
|  |             |             |   |             |                |       |  |
|  |             |             |   |             |                |       |  |
|  |             |             |   |             | Terceiro lugar |       |  |
|  | 16 de julho | 16 de julho |   | 17 de julho | 17 de julho    |       |  |
|  | França      | 1           |   | Itália      | 0              |       |  |
|  | Brasil      | 3           |   |             | França         | 3     |  |

Semifinais
| Data   | Hora  |        | Placar |        | Set 1 | Set 2 | Set 3 | Set 4 | Set 5 | Total   | Relatório |
| ------ | ----- | ------ | ------ | ------ | ----- | ----- | ----- | ----- | ----- | ------- | --------- |
| 16 jul | 17:30 | Sérvia | 3–2    | Itália | 23–25 | 25–21 | 25–23 | 18–25 | 15–11 | 106–105 | Relatório |
| 16 jul | 20:45 | França | 1–3    | Brasil | 16–25 | 25–23 | 26–28 | 31–33 | –     | 98–109  | Relatório |

Terceiro lugar
| Data   | Hora  |        | Placar |        | Set 1 | Set 2 | Set 3 | Set 4 | Set 5 | Total | Relatório |
| ------ | ----- | ------ | ------ | ------ | ----- | ----- | ----- | ----- | ----- | ----- | --------- |
| 17 jul | 17:30 | Itália | 0–3    | França | 23–25 | 21–25 | 20–25 | –     | –     | 64–75 | Relatório |

Final
| Data   | Hora  |        | Placar |        | Set 1 | Set 2 | Set 3 | Set 4 | Set 5 | Total | Relatório |
| ------ | ----- | ------ | ------ | ------ | ----- | ----- | ----- | ----- | ----- | ----- | --------- |
| 17 jul | 20:30 | Sérvia | 3–0    | Brasil | 25–22 | 25–22 | 25–21 | –     | –     | 75–65 | Relatório |

## Classificação final
| Campeão | Vice-campeão | Terceiro lugar |
| SérviaDražen Luburić · Uroš Kovačević · Srećko Lisinac · Tomislav Dokić · Miloš Nikić · Marko Podraščanin · Marko Ivović · Dragan Stanković · Aleksa Brđović · Milan Katić · Nikola Jovović · Neven Majstorović · Nikola Rosić · Aleksandar Okolić | BrasilBruno Rezende · Éder Carbonera · Wallace de Souza · Sérgio Dutra Santos · Evandro Guerra · Ricardo Lucarelli de Souza · Lucas Saatkamp · Douglas Souza · Isac Santos · William Arjona · Luiz Felipe Fonteles · Maurício Souza · Tiago Brendle · Maurício Borges | FrançaAntonin Rouzier · Earvin N'Gapeth · Nicolas Le Goff · Kévin Tillie · Kévin Le Roux · Pierre Pujol · Jenia Grebennikov · Trévor Clévenot · Benjamin Toniutti · Horacio d'Almeida · Julien Lyneel · Nicolas Maréchal · Franck Lafitte · Thibault Rossard |

| 4  | Itália         |
| 5  | Polônia        |
| 5  | Estados Unidos |
| 7  | Rússia         |
| 8  | Irã            |
| 9  | Bélgica        |
| 10 | Argentina      |
| 11 | Bulgária       |
| 12 | Austrália      |
| 13 | Canadá         |
| 14 | Portugal       |
| 15 | Países Baixos  |
| 16 | Turquia        |
| 17 | Finlândia      |
| 18 | Chéquia        |
| 19 | China          |
| 20 | Egito          |
| 21 | Eslováquia     |
| 22 | Cuba           |
| 23 | Coreia do Sul  |
| 24 | Japão          |
| 25 | Eslovênia      |
| 26 | Alemanha       |
| 27 | Grécia         |
| 28 | Taipé Chinês   |
| 29 | Montenegro     |
| 30 | Venezuela      |
| 31 | Catar          |
| 32 | Espanha        |
| 33 | Tunísia        |
| 34 | México         |
| 35 | Cazaquistão    |
| 36 | Porto Rico     |

## Prêmios individuais
A seleção do campeonato foi composta pelos seguintes jogadores:
- MVP (Most Valuable Player):  Marko Ivović